# أغبار (تانسيفت)
أغبار هو دُوَّار يقع بجماعة تانسيفت، إقليم زاكورة، جهة درعة تافيلالت في المملكة المغربية. ينتمي الدوّار لمشيخة تانسيفت التي تضم 16 دوار. يقدر عدد سكانه بـ 3 نسمة حسب الإحصاء الرسمي للسكان والسكنى لسنة 2004.

## روابط خارجية
- البوابة الوطنية للجماعات الترابية
- المندوبية السامية للتخطيط